# Rajd Press-on-Regardless 1972
Rajd Press-on-Regardless Rally 1972 (24. TOTAL Press-on-Regardless International Rally ) – był 24. edycją rajdu Press-on-Regardless Rally, który odbył się w dniach 20 października - 4 listopada 1972. Zwyciężył Amerykanin - Gene Henderson, jadący AMC Jeepem Wagoneer.

## Wyniki końcowe rajdu[1]
| Msc. | Kierowca        | Pilot           | Samochód                   | Czas    | Strata   |
| ---- | --------------- | --------------- | -------------------------- | ------- | -------- |
| 1.   | Gene Henderson  | Ken Pogue       | AMC Jeep Wagoneer          | 3:24:21 | -        |
| 2.   | Tom Jones       | Ralph Beckman   | Datsun 240Z                | 3:36:59 | +12:38   |
| 3.   | Erhard Dahm     | Jim Callon      | Jeep Wagoneer              | 3:43:38 | +19:17   |
| 4.   | Dick Zwitzer    | Gail McGuire    | Volvo 164 E                | 4:11:42 | +47:21   |
| 5.   | Jim Doidge      | Harry Ward      | Dodge Colt                 | 4:18:59 | +54:38   |
| 6.   | Walter Boyce    | Doug Woods      | Toyota Corolla Levin TE 27 | 4:20:11 | +55:50   |
| 7.   | John Smiskol    | Bernie Rekus    | Datsun 510                 | 4:26:50 | +1:02:29 |
| 8.   | James Walker    | Terry Palmer    | Volvo 142 S                | 4:30:27 | +1:06:06 |
| 9.   | Maurice Blondin | Robert Thebault | Datsun 510                 | 4:59:49 | +1:35:28 |
| 10.  | Jean Legault    | Roland Poitras  | Datsun 510                 | 5:09:03 | +1:44:42 |